# Говядина по-монгольски
Говядина по-монгольски — блюдо из Тайваня, особенно популярное в австралийских и американских китайских ресторанах. Состоит из нарезанной кусочками говядины, обычно пашины, обваленной в крахмале и обжаренной в растительном масле, соевом соусе с сахаром, имбирем и чесноком . Говядину обычно перемешивают с зеленым луком или овощной смесью. Блюдо часто подают с рисом или, в США, с хрустящей жареной фунчозой. Несмотря на свое название, блюдо не имеет ничего общего с монгольской кухней.
Говядина по-монгольски входит в число мясных блюд, придуманных на Тайване, где впервые появились рестораны «монгольского барбекю».
Монгольское барбекю как способ приготовления или блюдо, было создано тайваньским комиком и ресторатором Ву Чжаонанем. После начала гражданской войны в Китае, этот уроженец Пекина бежал на Тайвань и открыл уличную закусочную в Инцяо (Тайбэй) в 1951 году. Для монгольского барбекю овощи и мясо обжариваются на сильном огне на гридле.
Таким образом, ни один из ингредиентов или методов приготовления не взят из традиционной монгольской кухни, а скорее из китайской. 
Разновидность блюда известна как баранина по-монгольски, в которой говядина заменяется бараниной.